# Pantakles z Aten
Pantakles z Aten (gr. Παντάλκης) – starożytny grecki biegacz, olimpijczyk. Pierwszy zwycięzca olimpijski pochodzący z Aten.
Dwukrotnie, w 696 i 692 p.n.e., zwyciężył w biegu na stadion. W 692 p.n.e. odniósł także jednoczesne zwycięstwo w diaulosie. W ten sposób stał się pierwszym znanym sportowcem, który zwyciężył na dwóch olimpiadach  z rzędu i pierwszym, który zdobył wieniec jednocześnie w dwóch różnych konkurencjach.